# 向世俊
向世俊（？—1702年7月7日（康熙四十一年六月十三日）），和名仲田親方朝重，琉球國第二尚氏王朝政治家、三司官。他最初使用的漢姓為「吳」，直到1691年，琉球王府才將王族的分支統一改姓為「向」。
向世俊是向氏大工廻親方朝株的第三子，為羽地御殿的支流。他也是向氏仲田殿內的第一代當主。康熙三十一年（1692年），向世俊以年頭使的身份出使薩摩藩。康熙三十五年丙子十一月八日（1696年12月2日）擔任三司官。康熙三十六年（1697年），奉尚貞王之命，與攝政尚弘才（北谷王子朝愛）以及兩位三司官同僚馬廷器（幸地親方良象）、毛天相（池城親方安倚）共同主持了《中山世譜》的編纂。這個版本的《中山世譜》由蔡鐸擔任纂修司，被稱為蔡鐸本《中山世譜》。康熙四十一年壬午六月十三日卒。